# Alpha Antliae
Alpha Antliae is de helderste ster in het sterrenbeeld Luchtpomp met een magnitude tussen + 4,22 en + 4,29. Deze ster kan, vooral tijdens het culmineren ervan en met behulp van een verrekijker of telescoop op vast statief, vanuit de Benelux worden waargenomen. Alpha Antliae klimt tot 8 graden boven de zuidelijke horizon. De atmosferische omstandigheden moeten optimaal zijn om de waarneming te doen slagen.